# Niewierny Tomasz (obraz Rembrandta)
Niewierny Tomasz – obraz Rembrandta datowany na rok 1634. Obecnie znajduje się w Muzeum Puszkina w Moskwie.
Rembrandt przedstawiony epizod zaczerpnął z Nowego Testamentu z Ewangelii św. Jana. Według niej Chrystus po ukrzyżowaniu miał objawić się swoim uczniom. Jeden z nich, św. Tomasz nie uczestniczył w spotkaniu i po zrelacjonowaniu mu, co się stało, nie uwierzył swoim towarzyszom. Wówczas wypowiedział słowa:

Jeżeli na rękach Jego nie zobaczę śladów gwoździ i nie włożę palca mego miejsce gwoździ, i nie włożę ręki mojej do boku Jego, nie uwierzę (J. 20,25)

Po ośmiu dniach Jezus objawił się ponownie i Tomasz uwierzył.
Rembrandt przedstawił scenę w nocy. Jedynym źródłem światła jest blask pochodzący z postaci Chrystusa, a zebrane wokół niego postacie im dalej, tym bardziej zanurzone są w mroku.